# Seven de Singapur
El Seven de Singapur es un torneo masculino de selecciones de rugby 7 que se realiza en Singapur desde el año 2002 como parte de la Serie Mundial de Rugby 7, habitualmente es el octavo torneo que se disputa en la temporada del circuito.
Se realiza en el Estadio Nacional de Singapur de la ciudad de Kallang.

## Masculino
| Año  | Campeón       | Marcador final | Subcampeón     |
| ---- | ------------- | -------------- | -------------- |
| 2002 | Nueva Zelanda | 21-17          | Argentina      |
| 2004 | Sudáfrica     | 24-19          | Argentina      |
| 2005 | Nueva Zelanda | 26-5           | Inglaterra     |
| 2006 | Fiyi          | 40-21          | Inglaterra     |
| 2016 | Kenia         | 30-7           | Fiyi           |
| 2017 | Canadá        | 26-19          | Estados Unidos |
| 2018 | Fiyi          | 28-22          | Australia      |
| 2019 | Sudáfrica     | 20-19          | Fiyi           |
| 2022 | Fiyi          | 28-17          | Nueva Zelanda  |
| 2023 | Nueva Zelanda | 19-17          | Argentina      |
| 2024 | Nueva Zelanda | 17-14          | Irlanda        |
| 2025 | Fiyi          | 21-12          | Kenia          |

## Femenino
| Año  | Campeón       | Marcador final | Subcampeón |
| ---- | ------------- | -------------- | ---------- |
| 2024 | Nueva Zelanda | 31-21          | Australia  |
| 2025 | Nueva Zelanda | 31-7           | Australia  |

## Posiciones

### Masculino
- Número de veces que las selecciones ocuparon cada posición en todas las ediciones.

| Equipo         | Campeón | 2º puesto |
| -------------- | ------- | --------- |
| Fiyi           | 4       | 2         |
| Nueva Zelanda  | 4       | 1         |
| Sudáfrica      | 2       |           |
| Kenia          | 1       | 1         |
| Canadá         | 1       |           |
| Argentina      |         | 3         |
| Inglaterra     |         | 2         |
| Australia      |         | 1         |
| Estados Unidos |         | 1         |
| Irlanda        |         | 1         |

### Femenino
- Número de veces que las selecciones ocuparon cada posición en todas las ediciones.

| Equipo        | Campeón | 2º puesto |
| ------------- | ------- | --------- |
| Nueva Zelanda | 2       |           |
| Australia     |         | 2         |